# Хадар (Эфиопия)
Хадар (также произносится Адда Да'ар) — деревня в Эфиопии в южной части Афарского треугольника. Известна по многочисленным палеонтологическим находкам, сделанным в её окрестностях.
Согласно старинным картам, в 10—15 км от Хадара в древности проходил караванный путь. В 1928 году британский исследователь Л. Несбитт в одном из своих путешествий прошёл в 15 км западнее Хадара. До конца 1960-х годов, когда в районе Хадара начала работу международная палеонтологическая экспедиция, Хадар был отрезанным от цивилизованного мира населённым пунктом.

## Администрация
Хадар расположен в вореде (районе) Милле, который является частью Административной зоны 1 района Афар. Центральное статистическое агентство Эфиопии не публиковало данных о населении Хадара.
4 февраля 2007 года Афарский региональный кабинет одобрил создание новой вореды с административным центром в Хадаре, в которую входила западная часть вореды Милле.

## Палеоантропологические находки
Первую геологическую съёмку окрестностей Хадара провёл в 1970 году Морис Тайеб. Он попал туда по одному из притоков реки Леди (Ledi River), которая начинается на высокогорье к северу от Бати и впадает в Аваш. На этой территории Тайеб обнаружил несколько участков, богатых окаменелостями, и вернулся туда с геологической партией в мае 1972 года. В октябре 1973 года в Хадар прибыла международная экспедиция в составе 16 человек, которая пробыла там 2 месяца и обнаружила прекрасно сохранившийся коленный сустав австралопитека. По данным Тайеба, местная формация, названная им «формация Хадар», содержит слои возрастом 3,5–2,3 млн лет, то есть датируются поздним плиоценом.
Один из руководителей международной экспедиции, палеоантрополог Дональд Джохансон, вернулся в Хадар в 1974 году и сделал одну из наиболее выдающихся находок в истории палеоантропологии — почти полностью сохранившийся скелет самки австралопитека, который стал широко известен под названием «Люси». В 1975 году в том же районе Джохансон обнаружил останки группы австралопитеков, всего более 200 костей, получивших название «первое семейство» (AL 333). Эта и последующие находки в Хадаре привели к выделению нового вида австралопитека, названного «австралопитек афарский». Так же в Хадаре была обнаружена верхняя челюсть AL 666-1 раннего Homo erectus (а не Homo habilis) возрастом 2,33±0,07 млн лет.
Тридцать лет спустя после «Люси» в формации Хадар близ селения Дикика была сделана ещё одна известная находка — хорошо сохранившийся череп и верхняя часть торса 3-летнего детёныша австралопитека афарского, названного «Селам».